# Meistermarke
Eine Meistermarke bezeichnet eine mit einer Punze in ein Werkstück eingeschlagene Markierung. Sie kennzeichnete den Hersteller eines handwerklichen Gegenstandes aus Gold oder Silber oder Zinn, wie sie bis zum Ende der Zünfte in Gebrauch blieb und auch im heutigen Kunsthandwerk benutzt wird.
In Deutschland müssen Waren aus Silber, Gold und Platin, wenn sie als solche gehandelt werden, weder mit dem Feingehalt noch mit Firmen- oder Meisterstempeln versehen sein.